# اچ‌ام‌اس جد (۱۹۰۴)
اچ‌ام‌اس جد (۱۹۰۴) (به انگلیسی: HMS Jed (1904)) یک کشتی بود. این کشتی در سال ۱۹۰۴ ساخته شد.